# Acianthera agathophylla
Acianthera agathophylla  es una especie de orquídea. Es originaria de Bolivia, Ecuador, Perú y Mato Grosso en Brasil.

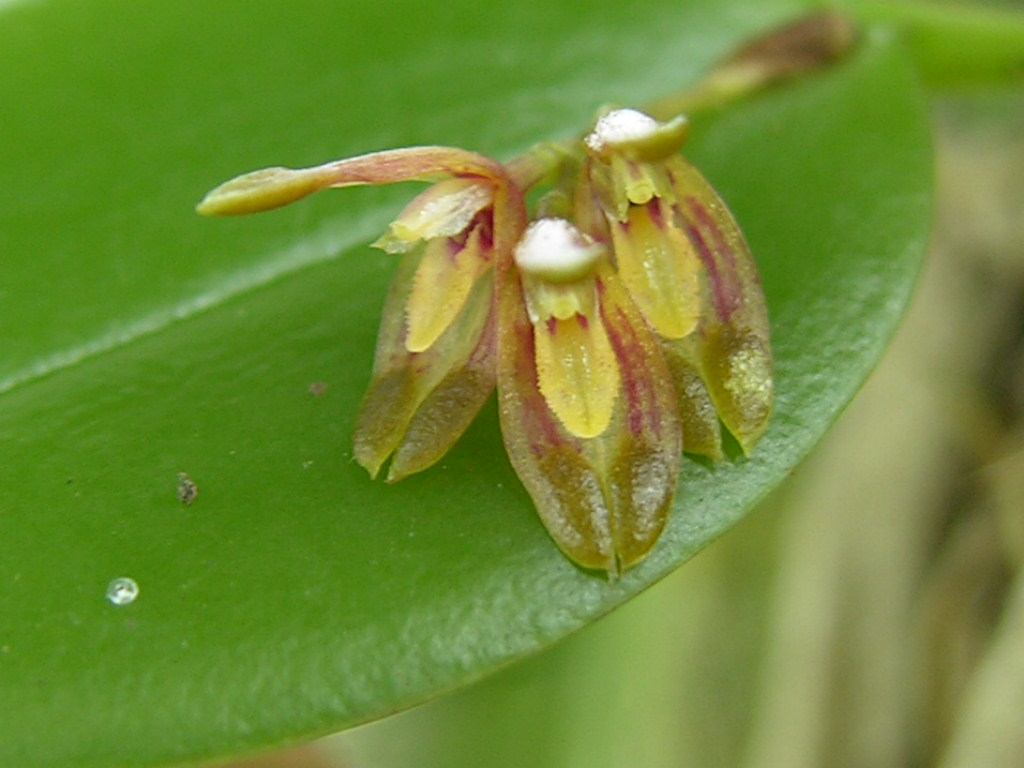
Detalle de la flor

## Descripción
Las plantas son pequeñas y reptantes con un crecimiento variable o subcespitoso con tallos de aproximadamente la misma de longitud que las hojas. Las hojas son gruesas y brillantes, ovadas a lanceoladas, y las inflorescencias con hasta tres flores con dos sépalos laterales con un engrosamiento brillante en la superficie apical.

## Taxonomía
Acianthera agathophylla fue descrita por (Rchb.f.) Pridgeon & M.W.Chase y publicado en Lindleyana 16(4): 241. 2001.
Etimología
Ver: Acianthera
Sinonimia
- Humboltia agathophylla (Rchb.f.) Kuntze
- Pleurothallis agathophylla Rchb.f.
- Pleurothallis cyclophylla Luer
- Pleurothallis nakatae T.Hashim.[4][5]